# Euophrys astuta
Euophrys astuta är en spindelart som först beskrevs av Simon 1871.  Euophrys astuta ingår i släktet Euophrys och familjen hoppspindlar. Inga underarter finns listade i Catalogue of Life.